# Joe Callahan
Joseph Michael „Joe“ Callahan (* 20. Dezember 1982 in Brockton, Massachusetts) ist ein ehemaliger US-amerikanischer Eishockeyspieler, der im Verlauf seiner aktiven Karriere zwischen 2001 und 2013 unter anderem 46 Spiele für die New York Islanders, San Jose Sharks und Florida Panthers in der National Hockey League auf der Position des Verteidigers bestritten hat. Den Großteil seiner Karriere verbrachte Callahan allerdings in der American Hockey League, wo er für insgesamt neun verschiedene Teams annähernd 600 Spiele absolvierte.

## Karriere
Callahan spielte in der Saison 2000/01 zunächst für die Boston College High School, ehe er 18-jährig ein Studium an der renommierten Yale University begann. Dort lief er für das hiesige Eishockeyteam in der ECAC Hockey, einer Division im Spielbetrieb der National Collegiate Athletic Association, auf. Nach seinem ersten College-Spieljahr, in dem er elf Scorerpunkte erzielt hatte, wurde der US-Amerikaner im NHL Entry Draft 2002 in der dritten Runde an 70. Stelle von den Phoenix Coyotes ausgewählt. In den folgenden zwei Jahren verbesserte Callahan seine Offensivausbeute kontinuierlich und unterzeichnete nach Abschluss der College-Saison 2003/04 seinen ersten Profivertrag in der Organisation der Phoenix Coyotes. Insgesamt hatte der Verteidiger in den drei Jahren im Collegeteam 94 Partien bestritten und 44 Scorerpunkte erzielt.
Durch die Vertragsunterschrift bei den Coyotes holten ihn diese gegen Ende der Spielzeit 2003/04 in den Kader der Springfield Falcons, ihrem Farmteam aus der American Hockey League, wo der Defensivakteur in 13 Spielen vier Tore vorbereitete. Da Phoenix zur Saison 2004/05 einen Farmteam-Wechsel vollzog, kam Callahan in der Folge für die Utah Grizzlies zum Einsatz. Das erste komplette Profispieljahr seiner Karriere beendete der Rookie mit elf Punkten aus 75 Begegnungen sowie einer schwachen Plus/Minus-Bilanz von −35. Zudem verpassten die Grizzlies – wie schon die Falcons im Jahr zuvor − die Qualifikation für die Playoffs. Die folgende Off-Season war von einem erneuten Wechsel des Kooperationspartners gekennzeichnet, wodurch der US-Amerikaner in den folgenden zwei Jahren bis zum Sommer 2007 für die San Antonio Rampage auflief. Das erste Jahr in San Antonio verlief für Callahan ernüchternd, da die Mannschaft ebenfalls die Playoffs verpasste. Er selbst trat offensiv noch seltener in Erscheinung, konnte seine weiterhin negative Plus/Minus-Statistik aber klar verbessern. Einen Aufwärtstrend verzeichnete er in der Saison 2006/07, als er sowohl in seiner Punktausbeute als auch seiner Plus/Minus-Bilanz neue persönlich Bestmarken aufstellte. Das erneute Verpassen der Playoffs führte aber dazu, dass der Vertrag des US-Amerikaners nicht verlängert wurde und er als Free Agent einen Einjahresvertrag mit Gültigkeit für die National Hockey League und American Hockey League bei den Anaheim Ducks unterzeichnete. Diese setzten ihn im Spieljahr 2007/08 ausschließlich in ihrem AHL-Farmteam, den Portland Pirates, ein, wo der Abwehrspieler die bis dahin beste Saison seiner Karriere spielte. Mit 24 sammelte er so viele Scorerpunkte wie nie zuvor und wies erstmals einen positiven Plus/Minus-Wert auf. In den Playoffs scheiterte die Mannschaft erst im Eastern-Conference-Finale an den Wilkes-Barre/Scranton Penguins.
Callahans Leistungssteigerung im Vergleich zu den Vorjahren war auch den New York Islanders nicht verborgen geblieben, die den Free Agent im Juli 2008 mit einem Zwei-Wege-Vertrag über eine Laufzeit von einem Jahr ausstatteten. Zunächst begann er die Spielzeit wieder in der AHL, wo die Bridgeport Sound Tigers bereits die fünfte Station des inzwischen 27-jährigen waren. Am 9. Dezember 2008 wurde Callahan erstmals in den NHL-Kader der Islanders berufen, die zu diesem Zeitpunkt eines der schwächsten Teams der Liga waren. Dort gab er am gleichen Tag bei einer 3:4-Niederlage gegen die Philadelphia Flyers sein Debüt. Im Verlauf der Saison wurde er weitere sechs Mal in den Kader geholt und kam insgesamt auf 18 Einsätze in der NHL und 56 in der AHL für die Sound Tigers. Dabei konnte er zwei Tore der Islanders vorbereiten und war an 13 Toren Bridgeports beteiligt, von denen er vier selbst erzielte. Nach Auslauf seines Vertrages verpflichteten ihn die San Jose Sharks am 16. Juli 2009 für ein Jahr.
Verletzungsbedingt bestritt der Verteidiger im Verlauf der Saison 2009/10 lediglich weniger als die Hälfte aller Saisonpartien des AHL-Farmteams Worcester Sharks. Im Sommer 2010 wurde Callahan erneut als Free Agent verfügbar und einigte sich im August 2010 auf ein einjähriges Arbeitsverhältnis mit den Florida Panthers, bei denen der US-Amerikaner deutlich mehr NHL-Eiszeit erhielt als zuvor in San José. Allerdings verhinderte dies nicht, dass der Defensivakteur wiederum ein Jahr später abermals als freier Spieler auf dem Markt verfügbar wurde. Im Oktober 2011 sicherten sich schließlich die Canadiens de Montréal seine Dienste und beorderten Callahan anschließend ins Farmteam zu den Hamilton Bulldogs. Dort verbrachte er eine weitere Spielzeit in der AHL, wie auch die folgende bei den Abbotsford Heat. Im Sommer 2013 gab er im Alter von 31 Jahren das Ende seiner aktiven Karriere bekannt.

## Karrierestatistik
(Legende zur Spielerstatistik: Sp oder GP = absolvierte Spiele; T oder G = erzielte Tore; V oder A = erzielte Assists; Pkt oder Pts = erzielte Scorerpunkte; SM oder PIM = erhaltene Strafminuten; +/− = Plus/Minus-Bilanz; PP = erzielte Überzahltore; SH = erzielte Unterzahltore; GW = erzielte Siegtore; 1 Play-downs/Relegation; Kursiv: Statistik nicht vollständig)